# Sistem de aterizare instrumentală

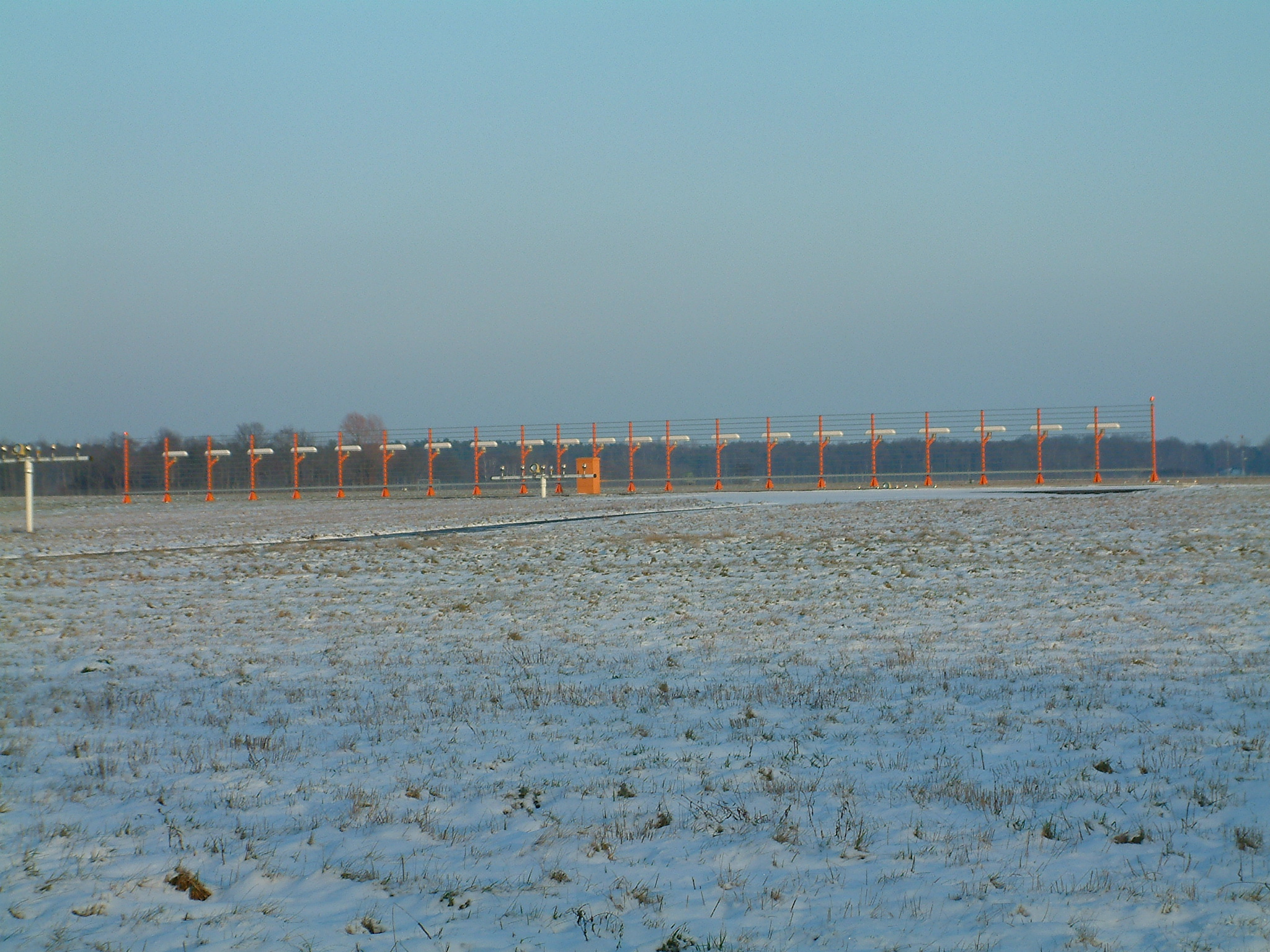
Antenele echipamentului de direcție al aeroportului Langenhagen, Hanovra

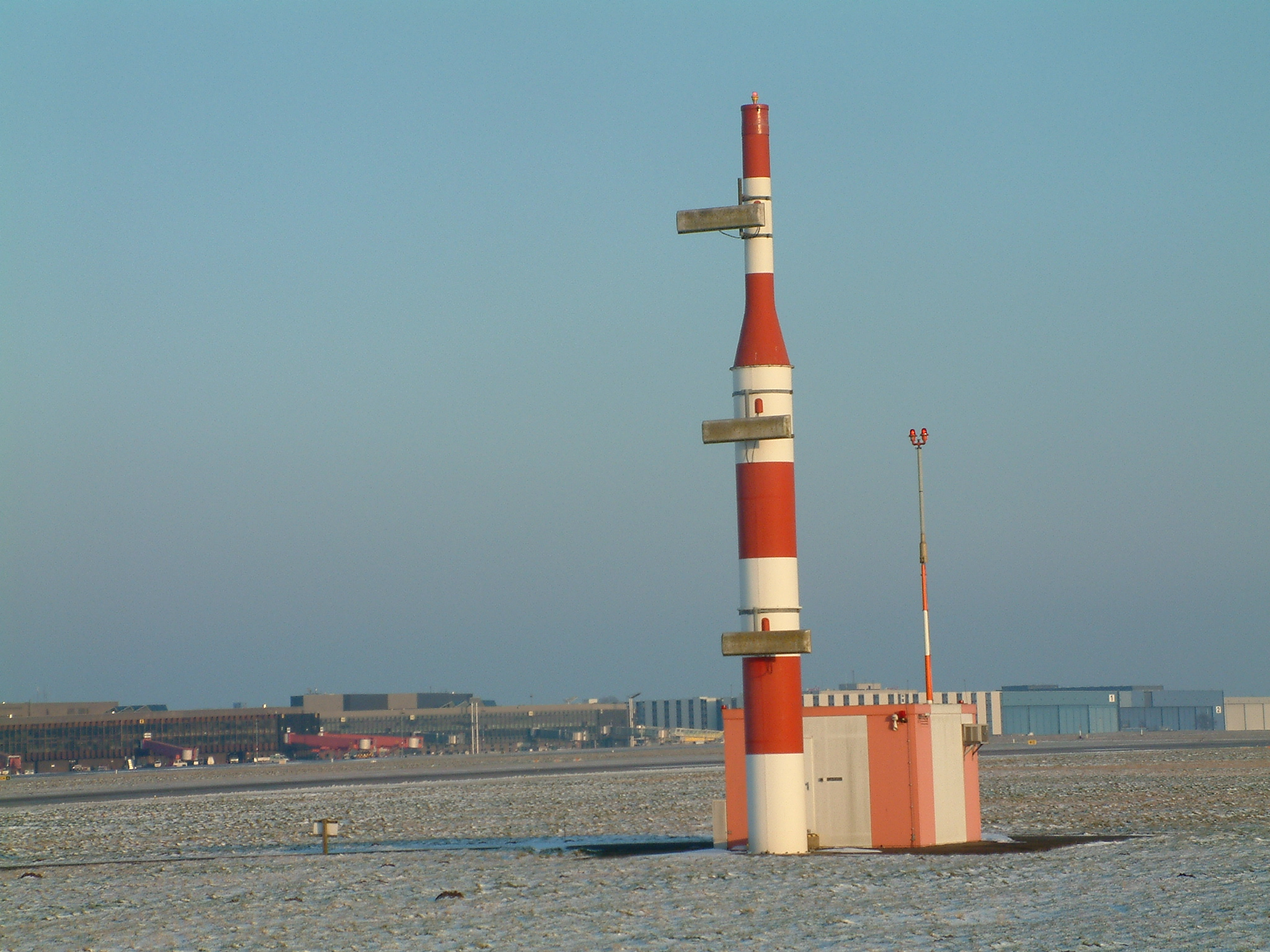
Antenele echipamentului de pantă al aeroportului Langenhagen, Hanovra

Un sistem de aterizare instrumentală (engleză instrument landing system – ILS) este un sistem de navigație bazat pe o serie de emițătoare radio care furnizează unui avion care vine la aterizare direcția și panta nominală de coborâre spre pistă. Este destinat pentru asigurarea unei aterizări în siguranță în condiții de zbor instrumental, adică în cazul unui plafon (baza norilor) coborât, sau a unei vizibilități scăzute din cauza ceții, ploii sau ninsorii. Uneori semnalele radio sunt completate de lumini puternice care ajută la contactul cu pista. Avionul trebuie să fie echipat cu radioreceptoare compatibile cu sistemul și cu instrumente de bord care furnizează pilotului informațiile necesare. Unele echipamente de la bordul avioanelor pot transmite aceste informații unui pilot automat performant, capabil să efectueze singur aterizarea.
Sistemele ILS pot avea doar ghidare în direcție (2D) sau și în direcție și pe pantă (3D). Practic toate sistemele moderne sunt 3D.

## Descriere

Forma lobilor de emisie pentru echipamentele de direcție și pantă.

La sol ILS cuprinde două sisteme de ghidare independente:
- Un echipament de direcție[2] (engleză localizer – LOC sau LLZ). Acesta este un sistem de antene perechi situate în axul pistei, dincolo de capătul pistei. Acestea transmit un semnal direcțional modulat în amplitudine cu frecvența de 90 Hz într-o direcție puțin la dreapta față de pistă și alt semnal direcțional, cu aceeași intensitate, modulat în amplitudine cu frecvența de 150 Hz, într-o direcție puțin la stânga dreapta față de pistă, simetric cu primul semnal. Receptorul avionului compară cele două semnale: dacă predomină semnalul de 90 Hz înseamnă că avionul este la stânga axului pistei, iar dacă predomină semnalul de 150 Hz înseamnă că avionul este la dreapta axului pistei.

- Un echipament de pantă[2] (engleză glide slope – GS sau engleză glide path – GP). Acesta este un sistem de antene plasat lateral față de pistă în zona punctului de luare a contactului cu pista (engleză touchdown). Acestea trimit două semnale similare cu cele ale echipamentului de direcție, dar eșalonate pe verticală, astfel încât zona unde semnalele sunt egale este situată pe panta de coborâre ILS, care de obicei este de 3° față de orizontală. Fasciculul are o deschidere de 1,4° (0,7° sub pantă și 0,7° deasupra).

Sistemul este completat cu radiomarkere sau echipamente pentru măsurarea distanței (engleză distance measuring equipment – DME). Radiomarkerele sunt niște emițătoare care emit un semnal vertical în formă de con și la trecerea prin dreptul lor semnalează distanța până la pragul pistei. Sunt trei radiomarkere, cel din punctul A ILS (engleză outer marker) este plasat, dacă este posibil, la 7200 m înainte de pragul pistei, cel din punctul B ILS (engleză middle marker) este plasat la circa 1050 m înainte de pragul pistei, iar cel din punctul C ILS (engleză inner marker) la circa 300 m înainte de pragul pistei. De multe ori unul dintre radiomarkerele din punctul B sau C lipsesc, conform reglementărilor locale.
Radiomarkerele pot fi înlocuite cu un echipament DME, care asigură informarea continuă privind distanța până la pragul pistei. Echipamentul se montează în dreptul pragului pistei și poate servi ambele piste, din stânga (engleză left – L) respectiv dreapta (engleză right – R), dacă există. Echipamentele de la sol sunt mai simple, dar avionul trebuie să dispună de receptoare DME.

## Utilizare de către pilot

Indicator ILS

### Direcție, pantă
În cabina de pilotaj informațiile pot afișate pe un instrument individual, sau integrate într-un instrument combinat, cum ar fi indicatorul situației orizontale (engleză horizontal situation indicator – HSI), sau indicatorul abaterii de la curs (engleză course deviation indicator – CDI).
Aspectul indicațiilor de direcție și pantă pe un instrument individual este cel din figura alăturată, fiind materializate prin două linii (la afișări electronice) sau două ace (la instrumente mecanice). Poziția acestora indică pilotului cum să corecteze cursul. În figura alăturată pilotul trebuie să corecteze cursul ceva la stânga și să zboare puțin mai sus.

### Radiomarkere
Poziția radiomarkerelor este precizată pentru fiecare pistă în instrucțiunile de apropiere de acel aeroport. În cabina de conducere trecerea prin dreptul radiomarkerelor este semnalizată optic și acustic.

La trecerea prin dreptul radiomarkerului din punctul A, se aprinde un indicator albastru și se aude un semnal de 400 Hz în stilul literei „M” din alfabetul Morse (– –). Indicatorul albastru clipește în același ritm.

La trecerea prin dreptul radiomarkerului din punctul B, se aprinde un indicator galben și se aude un semnal de 1,3 kHz în stilul literelor „AA” din alfabetul Morse (• – • –). Indicatorul galben clipește în același ritm.

La trecerea prin dreptul radiomarkerului din punctul C, se aprinde un indicator alb și se aude un semnal de 3 kHz în stilul literei „H” din alfabetul Morse (• • • •). Indicatorul alb clipește în același ritm.

## Categorii de performanță ale ILS
În funcție de performațele lor, sistemele ILS se clasifică în categorii. Până în anul 2009 clasificarea ICAO era:
- Categoria I, asigura ghidarea până la înălțimea de decizie de 61 m (200 ft). Continuarea procedurii de aterizare sub această înălțime se putea face pentru o vizibilitate orizontală de cel puțin 800 m și a pistei de cel puțin 550 m.
- Categoria II, asigura ghidarea până la înălțimea de decizie de 30 m (100 ft), cu continuarea procedurii de aterizare pentru o vizibilitate a pistei de cel puțin 300 m.
- Categoria III, în care continuarea procedurii de aterizare se putea face fără a vedea pista. Aceasta avea subcategoriile:
  - Categoria IIIa asigura ghidarea până la înălțimea de decizie de 15–30 m (50–100 ft).
  - Categoria IIIb asigura ghidarea până la înălțimea de decizie de 0–15 m (0–50 ft).
  - Categoria IIIc asigura ghidarea fără înălțime de decizie, inclusiv pe pistă.

Acest sistem de clasificare este considerat prea complicat și se discută alte clasificări. Aceste discuții nu sunt recente, reclasificarea era avută în vedere și anterior, în România fiind legiferată în 2010 o variantă care diferă foarte puțin de cele prezentate la workshopul susmenționat. În România, în funcție de performațele lor, sistemele ILS se clasifică în următoarele categorii.
- ILS categoria I de performanță, care furnizează informații până la înălțimea de 60 m deasupra pragului pistei.
- ILS categoria II de performanță, care furnizează informații până la înălțimea de 15 m deasupra pragului pistei sau chiar mai puțin. Aceasta corespunde vechii clasificări IIIa–IIIb.
- ILS categoria III de performanță, care furnizează informații până la și de-a lungul suprafeței pistei. Aceasta corespunde vechii clasificări IIIc și este categoria necesară pentru a se putea ateriza cu pilotul automat.